# Mikko Karmila
Mikko Karmila er en finsk musikproducer, som arbejder for det finske pladestudie Finnvox Studios. Udover at være producer, har han også arbejdet som tekniker og mikser.
Han har mikset alle Children of Bodoms album på nær debutalbummet Something Wild (og singlen Children of Bodom). Siden Are You Dead Yet? har han også været bandets producer.
Udover Children of Bodom har Karmila også arbejdet med flere andre finske metalbands: Han har mikset og hjulpet ved indspilningen af flere af Nightwish's album, deriblandt Wishmaster, Oceanborn og Century Child, og var medproducer af Dark Passion Play samt de tilhørende singler.
Derudover har han produceret for bands som Stone, hvis debutalbum i øvrigt var hans første 'store' produktion, Waltari, Lullacry, Charon og flere andre, samt mikset en stor mængde album for bl.a. Stratovarius.
Udover sit arbejde som producer, er han selv medlem i bandet Itä-Saksa, som spiller alternativ rock.